# Salvatore Massimino
Salvatore Massimino detto Turi (Catania, 1932 – Acireale, 30 aprile 2005) è stato un imprenditore e dirigente sportivo italiano.

## Biografia
Di nota famiglia di costruttori edili catanesi, ereditò assieme agli altri fratelli l'attività del padre Alfio, e con essi fondò l'Associazione Calcio Massiminiana, di cui condivise la presidenza con il fratello maggiore Angelo dal 1959 al 1963. Successivamente, fu copresidente del club giallorosso con un altro fratello, Giuseppe, fino al 1966, che, partito dalla Prima Categoria alla sua fondazione, aveva conquistato la promozione in Serie D nella stagione 1963-64, e più tardi la Serie C nella stagione 1965-66.
La sua notorietà come dirigente sportivo è soprattutto legata al periodo in cui fu presidente dell'Associazioni Calcio Riunite Messina, dal 1984 al 1991. Sotto la sua guida, la società peloritana, che disputò due campionati di Serie C1 e cinque campionati di Serie B, lanciò giocatori del calibro di Salvatore Schillaci, Igor Protti, Nicolò Napoli e Carmelo Mancuso, e i tecnici Franco Scoglio, Zdeněk Zeman e Giuseppe Materazzi. Il suo mandato da presidente del Messina si concluse bruscamente quando, nel febbraio 1991, l'assemblea degli azionisti della società lo estromise da ogni carica ed elesse la moglie Maria Leone quale nuovo amministratore unico. Massimino presentò successivamente ricorso al Tribunale di Messina contro la sua consorte per il possesso delle azioni societarie, che gli venne respinto.
Il suo impegno nel calcio proseguì ugualmente anche dopo l'esperienza di Messina:  nel giugno 1991, assieme al nipote Alfio Luciano Massimino, figlio del fratello Luigi, rilevò il 51% delle quote del Calcio Catania, militante in Serie C1 e presieduto da Angelo Attaguile. Massimino, quale azionista di riferimento del club, assunse la carica di presidente, ad Attaguile gli affidò la carica di vicepresidente, al nipote quella di amministratore delegato, a Vincenzo Nucifora - già suo collaboratore a Messina - quella di direttore sportivo, e a Giuseppe Caramanno la guida tecnica della squadra. La permanenza della compagine societaria formata dai due Massimino e da Attaguile durò appena una stagione: nel 1991-92, il Catania si piazzò sesto in classifica nel girone B di Serie C1, ma a fine campionato fu travolto da una crisi finanziaria che poteva portare al fallimento, evitato soltanto con la cessione delle quote di maggioranza della società rossoazzurra ad Angelo Massimino.
Nel febbraio 1993, il costruttore catanese rientrò al Messina Calcio, alla cui presidenza vi erano i figli Alfio Roberto e Giovanni Massimino. Nella stagione 1992-93, la formazione giallorosa peloritana si piazzò al dodicesimo posto nel girone B di Serie C1, ma poiché la società fu inadempiente, nell'estate 1993 non venne iscritta al campionato di pertinenza per la stagione successiva. A seguito di ciò Massimino ed altre quattro persone - tra cui il figlio Massimo - furono arrestati nell'ambito di un'inchiesta giudiziaria avviata dalla Procura della Repubblica di Messina con l'accusa di tentata truffa ai danni del Comune di Messina, in base alla quale l'imprenditore catanese avrebbe tentato di vendere all'Ente degli alloggi popolari costruiti dalla sua ditta in località Tremonti, a un prezzo superiore al valore di mercato, e gli stessi inquirenti sostennero la tesi secondo cui la mancata cessione degli immobili spinse Massimino a non volere iscrivere il club peloritano al campionato di C1 del 1993-94. L'inchiesta denominata "Tremonti", si concluse con l'assoluzione di tutti gli imputati in primo grado con sentenza emessa il 20 novembre 1995.
Massimino tentò successivamente di acquistare il Catania nel maggio 2000, quando gli eredi del fratello Angelo - scomparso quattro anni prima - decisero di vendere la società, ma si ritirò dalla corsa per la sua acquisizione dopo la contestazione dei tifosi etnei durante il corteo di protesta, che si svolse in quel periodo per le strade della città.
Il 30 aprile 2005, Massimino viene colto da un malore mentre si trovava in uno dei suoi cantieri edili, e condotto all'ospedale di Acireale, dove cesserà di vivere. Era padre di quattordici figli.